# Josh White
Josh White, nome alla nascita Joshua Daniel White (Greenville, 11 febbraio 1914 – Manhasset, 5 settembre 1969), è stato un cantante, cantautore, chitarrista e attivista per i diritti civili statunitense.
Ha anche registrato con il nome Pinewood Tom e Tippy Barton negli anni trenta.

## Biografia
White crebbe nel sud degli anni venti e trenta. Divenne un noto artista discografico da record, con una produzione prolifica di registrazioni in generi come il Piedmont blues, il country blues, musica gospel e canzoni di protesta sociale. Nel 1931 White si trasferì a New York e nel giro di un decennio la sua fama si diffuse ampiamente. Il suo repertorio si espanse per includere blues urbano, jazz, canzoni popolari tradizionali e canzoni di protesta politica ed era richiesto come attore alla radio, a Broadway e al cinema.
Tuttavia la posizione politica anti-segregazionista e internazionale dei diritti umani di White presentata in molte delle sue registrazioni e nei suoi discorsi ai raduni fu successivamente usata dai maccartisti come pretesto per etichettarlo come un comunista per diffamarlo e molestarlo. Dal 1947 alla metà degli anni '60, White fu coinvolto nell'Anti-comunista Red Scare e di conseguenza la sua carriera fu danneggiata. Tuttavia lo stile musicale di White influenzerà diverse generazioni di artisti musicali.

## Carriera

### Primi anni
White nacque l'11 febbraio 1914 nella sezione nera di Greenville, nella Carolina del Sud, uno dei quattro figli del reverendo Dennis e Daisy Elizabeth White. Suo padre gli disse che gli era stato dato il nome del personaggio biblico Giosuè dell'Antico Testamento. Sua madre lo introdusse alla musica quando aveva cinque anni, alla quale età iniziò a cantare nel coro della sua chiesa. Il padre di White scagliò un collezionista bianco di banconote da casa sua nel 1921, per cui fu picchiato così duramente da essere quasi morto e poi rinchiuso in un istituto psichiatrico, dove morì nove anni dopo.
Due mesi dopo che suo padre era stato portato via dalla famiglia, White andò a casa con Blind Man Arnold, un cantante di strada nero, che accettò di guidare attraverso il Sud e per il quale avrebbe collezionato monete dopo le esibizioni. Arnold avrebbe mandato quindi alla madre di White due dollari a settimana. Arnold presto si rese conto che avrebbe potuto trarre profitto da questo ragazzo dotato, che rapidamente imparò a ballare, cantare e suonare il tamburello. Nei successivi otto anni affittò i servizi del ragazzo ad altri cantanti ciechi della strada, tra cui Blind Blake e Blind Joe Taggart e col tempo White cominciò a padroneggiare i vari stili di chitarra di tutti loro. Per sembrare simpatico agli spettatori che lanciavano monete, i vecchi continuavano a tenere White senza scarpe e in pantaloni corti fino a quando ebbe sedici anni. Di notte dormiva nei campi di cotone o nelle scuderie, spesso a stomaco vuoto, mentre il suo datore di lavoro dormiva in un albergo nero.
Mentre guidava Taggart nel 1927, White arrivò a Chicago, nell'Illinois. Mayo Williams, produttore della Paramount Records, riconobbe il talento di White e iniziò a usarlo come chitarrista di sessione. Josh sostenne molti artisti per le registrazioni prima di registrare il suo primo disco della Paramount come cantante e chitarrista principale di "Scandalous and a Shame", messo in programma come "Blind Joe Taggart e Joshua White", diventando così l'artista più giovane dell'era dei "Race records". Era ancora senza scarpe e dormiva in una scuderia, con tutti i pagamenti per le registrazioni che andavano a Taggart e Arnold. Dopo che Williams lasciò la Paramount per iniziare la propria etichetta a Chicago, minacciò che se Taggart non avesse pagato White per i suoi servizi di registrazione avrebbe chiamato le autorità e arrestato Taggart per servitù a contratto e per tenere il ragazzo fuori dalla scuola. Per alcuni mesi dopo che Taggart lo aveva rilasciato dalla schiavitù, White aveva condiviso una stanza con Blind Blake a casa di Williams prima di trovare la sua stanza in una pensione. Alla fine fu pagato per le sue registrazioni e per la prima volta nella sua vita fu in grado di comprare vestiti e scarpe adeguate. Per i due anni successivi White continuò un programma di registrazione attivo a Chicago, fino a quando non ebbe risparmiato abbastanza soldi per tornare a Greenville e prendersi cura di sua madre e dei suoi fratelli più piccoli.

### Anni trenta: The Singing Christian e Pinewood Tom
Verso la fine del 1930 la ARC Records, con sede a New York, inviò due uomini A&R per trovare White, il ragazzo protagonista che aveva registrato per la Paramount nel 1928. Dopo diversi mesi di ricerche, lo trovarono che stava guarendo da una frattura ad una gamba a casa di sua madre a Greenville. La persuasero a firmare un contratto discografico per il figlio minorenne, promettendo che avrebbero registrato solo canzoni religiose e non la "musica del diavolo" (il blues). White poi si trasferì a New York City e registrò canzoni religiose per l'ARC, annunciato come "Joshua White, the Singing Christian".
In pochi mesi, dopo aver registrato il suo repertorio di canzoni religiose, White fu persuaso dall'ARC a registrare canzoni blues e a lavorare come musicista di sessione per altri artisti. White, 18 anni e ancora minorenne, firmò un nuovo contratto sotto il nome di Pinewood Tom nel 1932. Questo nome era usato solo per le sue registrazioni di blues. L'ARC usò il suo nome di nascita per nuove registrazioni gospel e presto aggiunse "The Singing Christian". L'ARC pubblicò anche le sue registrazioni sotto il nome di Tippy Barton durante questo periodo. Come chitarrista di sessione White registrò con Leroy Carr e Scrapper Blackwell, Buddy Moss, Charlie Spand, i Carver Boys, Walter Roland e Lucille Bogan.
Nel febbraio del 1936, durante una rissa a un bar, colpì con la mano sinistra una porta di vetro, sfondandola e la mano si infettò sviluppando una gangrena. I medici raccomandarono l'amputazione della mano, che White rifiutò ripetutamente. L'amputazione fu evitata, ma la sua mano era rimasta immobilizzata. Si ritirò dalla carriera discografica per diventare un impiegato del porto, un operatore di ascensori e il sovrintendente di un edificio. Durante il tempo in cui la sua mano rimase malandata, stringeva una piccola palla di gomma per cercare di rianimarla.
Una notte durante un gioco di carte la mano sinistra di White si rianimò completamente. Cominciò subito a suonare la chitarra e presto mise insieme un gruppo, Josh White e i suoi caroliniani, con suo fratello Billy e gli amici intimi Carrington Lewis, Sam Gary e Bayard Rustin. Ben presto iniziarono a suonare in feste private ad Harlem. In una di queste feste, durante il Capodanno del 1938, Leonard De Paur, un direttore di coro di Broadway, fu affascinato dal canto di White. Negli ultimi sei mesi DePaur e i produttori di un musical di Broadway in elaborazione, John Henry, avevano cercato in America un attore, cantante e chitarrista per recitare nel ruolo principale di Blind Lemon, un menestrello di strada che vagava avanti e indietro attraverso il palcoscenico narrando la storia nella canzone. Le loro audizioni iniziali con i cantanti nativi di New York non ebbero successo, quindi cercarono attraverso i precedenti dischi discografici per trovare un artista adatto. Alla fine restrinsero la ricerca a due persone, Pinewood Tom e The Singing Christian, entrambi pseudonimi usati da White.

### Anni quaranta: "Josh White and His Guitar"
Dopo mesi di prove e produzioni extraurbane a Filadelfia ed a Boston, John Henry esordì a Broadway il 10 gennaio 1940, con Paul Robeson nei panni di John Henry e White come Blind Lemon Jefferson. Il musical non durò a lungo, ma migliorò la carriera di White. Iniziò a collaborare con Woody Guthrie, Lead Belly, Burl Ives e il Golden Gate Quartet nella serie radiofonica della CBS Back Where I Come From, scritto dal collezionista di canzoni folk Alan Lomax e diretto da Nicholas Ray. Successivamente Ray produsse impegni dal vivo e registrazioni per due duetti storici di cui White era membro. Il primo di questi fu il duo di White e Lead Belly, che gli diede un ingaggio di sei mesi al nightclub Village Vanguard di New York, facendo squadra con il giovane e virile cantante blues della città, la "Joe Louis of the Blues Guitar", con la più grande, cantante blues country dai capelli bianchi - il "King of the 12 String Guitar" (appellativi dati a loro da Woody Guthrie nella sua recensione del quotidiano Daily Worker del loro spettacolo). "Josh White & Lead Belly" ottenne una grande pubblicità, l'eccitazione di spettacoli tutti esauriti, recensioni positive, registrazioni e cortometraggi. Quarantacinque anni dopo l'evento, Max Gordon, il proprietario del Village Vanguard, scrisse nel suo memoriale Live at the Village Vanguard, "Le più grandi conversazioni mai sentite al Vanguard sono state l'intaglio delle chitarre tra Lead Belly e Josh White".
Il secondo duo prodotto da Ray fece collaborare White con Libby Holman, una "cantante torch" bianca degli anni '20, che era stata marchiata come una donna immorale per aver presumibilmente ucciso il marito milionario. Il loro abbinamento creò più pubblicità e polemiche per White, in quanto erano i primi artisti maschili e femminili di razza mista ad esibirsi insieme, registrare insieme e fare tournée insieme in luoghi precedentemente segregati degli Stati Uniti. Hanno continuato a esibirsi ancora e ancora per i successivi sei anni, facendo un album e un film insieme. White e la Holman hanno spesso chiesto al Dipartimento della Guerra di mandarli all'estero durante la seconda guerra mondiale per dare concerti USO alle truppe. Nonostante una lettera di raccomandazione di Eleanor Roosevelt, sono stati ripetutamente respinti come "troppo controversi", considerando che le forze armate statunitensi erano ancora segregate durante la seconda guerra mondiale. Nel frattempo, l'album di White Harlem Blues: Josh White Trio (con Sidney Bechet e Wilson Myers, sull'etichetta Blue Note) produsse il singolo di successo "Careless Love" e il suo controverso album della Columbia Records Joshua White & His Carolinians: Chain Gang, prodotto da John Hammond, fu il primo disco di competizione mai forzato sulle stazioni radio e sui negozi di dischi bianchi nel Sud degli Stati Uniti e provocò un tale furore che raggiunse la scrivania del presidente Franklin Roosevelt. Il 20 dicembre 1940 il White ed il Golden Gate Quartet, sponsorizzato da Eleanor Roosevelt, tenne un concerto storico a Washington, presso l'Auditorium Coolidge della Library of Congress per celebrare il 75º anniversario del XIII emendamento della Costituzione degli Stati Uniti d'America, che abolì la schiavitù (la registrazione dal vivo di questo concerto è stata pubblicata su CD nel 2005).
Un mese dopo White e il Golden Gate Quartet si esibirono all'inaugurazione del presidente Roosevelt a Washington. White rimodellò la sua musica, i suoi spettacoli e la sua immagine con il suo riemergere sulla scena nell'intrattenimento nel 1939 e nel 1940. L'industria e il pubblico non videro più un ragazzo del sud del paese, ma piuttosto un maturo, autodidatta, articolato, schietto e sofisticato uomo di 26 anni, che possedeva un portamento e una personalità straordinariamente belli e sensuali sia dentro che fuori dal palco. Ben presto divenne il primo artista blues ad attrarre un grande seguito di persone afroamericane bianche e borghesi e fu il primo artista afroamericano ad esibirsi in sedi precedentemente segregate negli Stati Uniti, mentre trascendeva le tipiche barriere razziali e sociali dell'epoca che associava il blues a un pubblico afroamericano rurale e appartenente alla classe operaia, esibendosi nei nightclub e nei teatri negli anni trenta e quaranta.
Durante gli anni quaranta, come idolo della matinée con un magnifico carisma sessuale e una presenza scenica imponente, White non solo era una star internazionale di registrazioni, concerti, nightclub, radio, film e Broadway, ma ottenne anche una posizione unica per un afroamericano dell'era della segregazione, diventando accettato e essendo diventato amico della società bianca, dall'aristocrazia, dai reali europei e dalla famiglia dominante americana, i Roosevelt. Una delle sue registrazioni più popolari negli anni quaranta fu One Meatball, una canzone che parla di un "ometto" che poteva permettersi solo una polpetta. La canzone è un adattamento dei cantautori americani Hy Zaret e Lou Singer di una canzone dal titolo Lay of the One Fishball del professore di Harvard George Martin Lane, che era stata il motivo di una canzone popolare inglese chiamata "Succhiare il sidro attraverso una cannuccia".. Quando gli fu offerta la canzone, la registrò immediatamente e divenne il primo disco da milioni di copie vendute da un artista afroamericano di sesso maschile; secondo il suo biografo, Elijah Wald, fu "il più grande successo di Josh". Le Andrews Sisters e Jimmy Savo presto registrarono le loro versioni, che divennero anche hit (altre versioni di cover furono registrate negli anni successivi da Bing Crosby, Lightnin' Hopkins, Lonnie Donegan, Dave Van Ronk, Ry Cooder, Washboard Jungle, Tom Paxton e Shinehead).
Tra i successi di White degli anni quaranta ci sono Jelly, Jelly, una canzone con testi sessualmente carichi, composta da Earl Hines e Billy Eckstine; The House I Live In (What Is America to Me), una canzone patriottica americana durante la seconda guerra mondiale, scritta da Earl Robinson e Lewis Allan, con testi che descrivono ciò che White sperava che l'America sarebbe diventata dopo la guerra e con la segregazione sostenuta dal governo finita (White ebbe il primo disco di successo con questa canzone, che poi insegnò a Frank Sinatra per il suo cortometraggio della MGM basato sulla canzone, che vinse un Oscar); Waltzing Matilda, una canzone folk australiana insegnata a White da un marinaio australiano nel backstage del Cafe Society (White riorganizzò la canzone in tempo di valzer e poi donò i suoi servizi al governo registrandola la settimana successiva per il governo sull'etichetta V Disc per aumentare il morale delle truppe all'estero: fu un successo immediato); St. James Infirmary, con nuove parole e musica di White; la vecchia canzone popolare inglese Lass with the Delicate Air; John Henry, con nuove parole e musica di White; Joshua Fit the Battle of Jericho, con nuove parole e musica di White; The Riddle Song (I Gave My Love a Cherry), una canzone popolare inglese tradizionale; Evil Hearted Man, con parole e musica di White; Miss Otis Regrets, di Cole Porter; The House of the Rising Sun, con nuove parole e musiche di White (successivamente incisa da Woody Guthrie, Lead Belly, Dave Van Ronk, Bob Dylan e gli Animals, che lo trasformarono in un rock nel 1964); e Strange Fruit.
White registrò in vari contesti, a volte accompagnato solo dalla sua chitarra e, a volte, suonando con altri che lo appoggiavano alla chitarra e al contrabbasso o al pianoforte o con gruppi jazz, gruppi vocali gospel o gruppi jazz swing, come nella sua popolare registrazione del 1945 "I Left a Good Deal in Mobile". Ha suonato e registrato con la pianista jazz Mary Lou Williams e, oltre ai suoi duetti con Libby Holman e Lead Belly, ha registrato e suonato duetti con Buddy Moss e spesso ha eseguito duetti con l'amico Billie Holiday. Ha anche registrato canzoni di protesta sociale e politica con Woody Guthrie, Pete Seeger, Burl Ives e Lee Hays nel loro gruppo cooperativo popolare Almanac Singers e nel gruppo successivo People's Songs, che comprendeva il nucleo di musicisti e attivisti che formavano l'Almanac Singers.
Nel 1945, con il successo del suo singolo "One Meatball", oltre al suo programma radiofonico nazionale, alla sua apparizione nel film Crimson Canary e alla pubblicità dal Café Society, White divenne il primo artista afro-americano di musica popolare a fare un tournée nazionale dell'America, con la cantante e ballerina giamaicana Josephine Premice come suo atto di apertura. Successive tournée di concerti includevano Ethel Waters, Willie Bryant, Timmie Rogers, la Katherine Dunham Company, il Coro Hall Johnson, Mary Lou Williams, Lillian Fitzgerald, i Chocolateers e i Three Poms. Il successo di questo tour creò una richiesta per un tour di ritorno delle sale da concerto americane l'anno successivo. In questo secondo tour, l'atto di apertura fu l'innovativa ballerina e coreografa Pearl Primus, che aveva lavorato con lui al Café Society. La Primus aveva coreografato diversi brani di con la musica di White e in questo tour eseguirono questi numeri insieme. Lei interpretò questi brani in concerto per il resto della sua carriera.
Come attore tra il 1939 e il 1950 White apparve in dozzine di programmi radiofonici, tra cui le classiche commedie di Norman Corwin e come star o co-protagonista sul palcoscenico di New York in tre musical e tre drammi drammatici, oltre a comparire in diversi film. Nel febbraio del 1945 la Paramount Pictures di Hollywood optò per il progetto dell'autobiografia di John Lomax, Adventures of a Ballad Hunter, con Bing Crosby per recitare nei panni di Lomax e White come Lead Belly. Lead Belly rimase in California fino alla fine dell'anno, sperando di essere coinvolto nel progetto, ma il film non superò mai la fase di pre-produzione. White apparve in altri film, tra cui The Crimson Canary (1945), in cui ritraeva se stesso; il film di Hans Richter Dreams That Money Can Buy (1947), in cui recitava con Libby Holman (il film vinse il Premio Speciale al Festival del Cinema di Venezia e diede un contributo al movimento cinematografico d'avanguardia) e il film di John Sturges The Walking Hills (1949), in cui White recitò insieme a Randolph Scott, John Ireland, Ella Raines e Arthur Kennedy, in uno dei primi film di Hollywood in cui un afroamericano fu interpretato come un personaggio alla pari in una storia.
Come artista e attivista di punta dell'epoca, che aveva iniziato a scrivere e registrare canzoni di protesta politica già nel 1933 e che avrebbe parlato e cantato in occasione di manifestazioni per i diritti umani, White era prominentemente associato al movimento per i diritti civili degli Stati Uniti degli anni quaranta. Questo attivismo rese sospetta la politica di White a Hollywood durante l'era McCarthy e, di conseguenza, The Walking Hills fu il suo ultimo ruolo cinematografico.

## Al Café Society

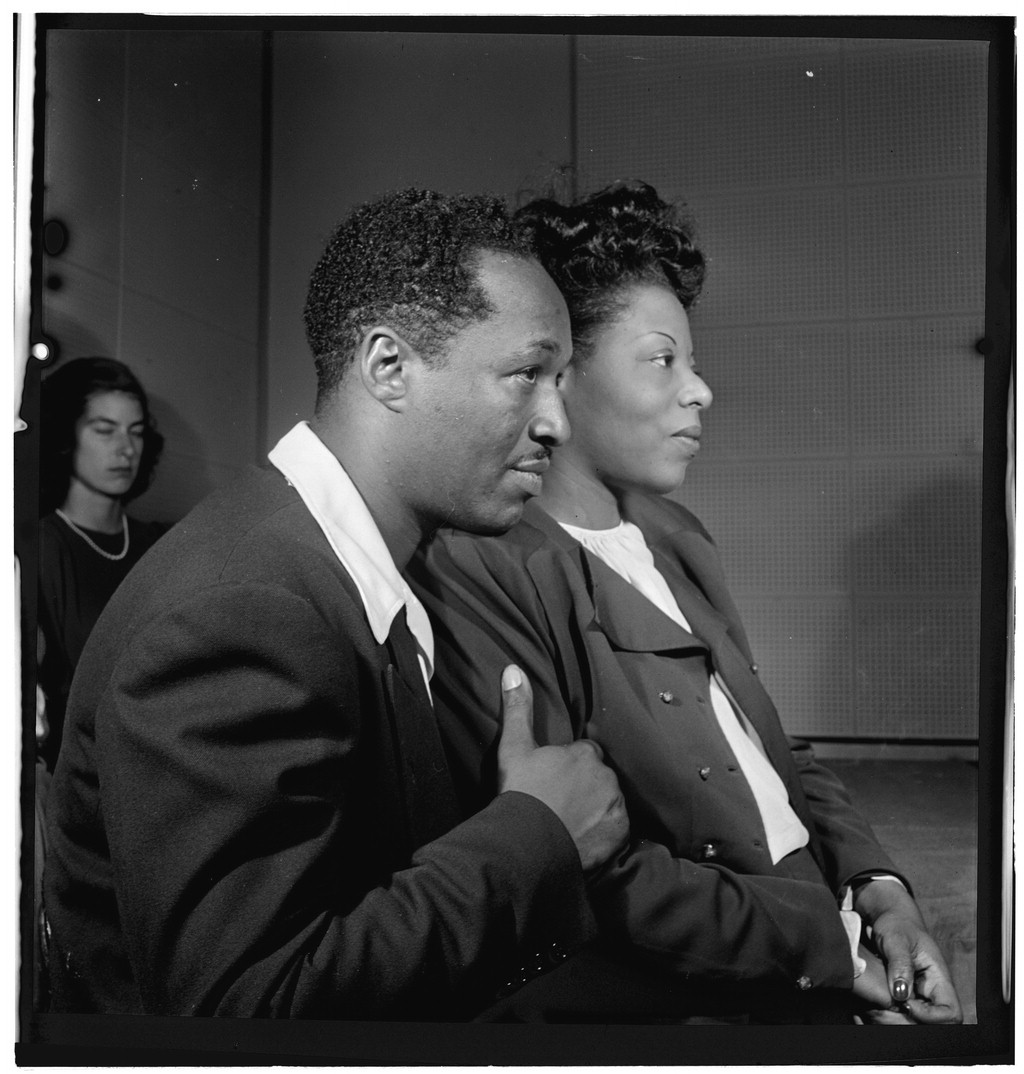
White e Mary Lou Williams, ca. Ottobre 1947
(fotografia di William P. Gottlieb)

Il nightclub Café Society, situato nel Greenwich Village di New York, fu il primo nightclub integrato negli Stati Uniti, dove neri e bianchi potevano sedersi, socializzare e ballare nella stessa stanza e divertirsi con l'intrattenimento. Fu inaugurato alla fine del 1938 con un impegno di tre mesi della Fletcher Henderson Orchestra, Billie Holiday e l'attore comico Jack Gilford, diventando immediatamente il club più alla moda di New York.
Un giorno John Hammond chiese a White di incontrare Barney Josephson, il proprietario del club. Appena Josephson ascoltò White e vide il carisma che emanava, disse ad Hammond che White sarebbe diventato il primo sex symbol maschile nero in America. Fu Josephson a decidere, in quel primo incontro, sull'abito scenico che avrebbe disegnato per White, che sarebbe diventato un marchio per gli anni a venire, una camicia di velluto nero aperta all'altezza dello stomaco e pantaloni di seta. Mentre recitava al Café Society nel decennio successivo e si esponeva al pubblico, agli artisti e alla bella musica di tutto il mondo, White ampliava i suoi interessi e il suo repertorio musicale includendo vari stili che avrebbe successivamente registrato. Ebbe un notevole successo nel divulgare le registrazioni in diversi generi musicali, che spaziavano dal suo repertorio originale di blues nero, gospel e canzoni di protesta a brani di Broadway, cabaret, pop e canzoni bianche americane, inglesi e australiane.
Il club del Greenwich Village ebbe un tale successo che Josephson aprì presto una Café Society Uptown più grande, nella quale si esibiva anche White, ottenendo il riconoscimento da parte del New York Times come "Il Tesoro della Fifth Avenue". La famiglia Roosevelt, la società newyorkese, i sovrani internazionali e le star di Hollywood vennero regolarmente a vedere White al Café Society, e usò la sua fama e visibilità per creare, promuovere e sviluppare relazioni tra neri e bianchi, rendendolo una figura e voce nazionale di integrazione razziale in America.
Si pensava che avesse avuto numerose relazioni romantiche con donne benestanti, cantanti e attrici di Hollywood, ma le voci non furono mai state confermate. Le donne in questione si riferivano sempre a White come loro intimo amico e Lena Horne e Eartha Kitt si riferivano a lui come un mentore.
Il Café Society rese White una star e lo mise in una posizione unica come afroamericano. Tuttavia, a causa dello status sociale particolare del club di mescolare le razze, divenne anche un rifugio per i progressisti sociali di New York, la cui politica tendeva a sinistra. Dato che svolse un ruolo fondamentale nell'ascesa della celebrità di White, un giorno avrebbe svolto un ruolo cruciale anche nella sua caduta in disgrazia.

## White e i Roosevelt
A partire dal 1940 White stabilì una lunga e stretta relazione con la famiglia di Franklin ed Eleanor Roosevelt e sarebbe diventato il più vicino confidente afroamericano del Presidente degli Stati Uniti d'America e i Roosevelt furono i padrini di Josh White Jr. (nato il 30 novembre 1940). Nel gennaio del 1941 White si esibì durante l'insediamento del presidente degli Stati Uniti e due mesi dopo pubblicò un altro album discografico molto controverso, Southern Exposure, che comprendeva sei canzoni antisegregazioniste con note di copertina scritte dallo scrittore afroamericano Richard Wright e il sottotitolo del quale era An Album of Jim Crow Blues. Come l'album Chain Gang e con canzoni rivelatrici ma infiammate come "Uncle Sam Says", "Jim Crown Train", "Bad Housing Blues", "Defense Factory Blues", "Southern Exposure" e "Hard Time Blues", fu anche costretto dalle stazioni radio meridionali e dai negozi di dischi, provocò indignazione nel Sud e fu anche portato all'attenzione del Presidente Roosevelt. Tuttavia, invece di rendere la persona White non gradita nell'America segregata, portò Roosevelt a chiedere a White di diventare il primo artista afroamericano a fare una grande esibizione alla Casa Bianca nel 1941.
Dopo che la prima grande esibizione della Casa Bianca finì, i Roosevelt invitarono White nelle loro stanze private, dove trascorsero più di tre ore a parlare della storia della vita di White di crescere a Jim Crow South, ascoltare le sue canzoni scritte su quelle esperienze e bere Café Royale (caffè e brandy). A un certo punto, durante quella sera, il presidente disse a White: "Sai, Josh, quando ho sentito per la prima volta la tua canzone 'Zio Sam dice', pensavo che ti stavi riferendo a me come Zio Sam... Ho ragione?" White rispose, "Sì, signor presidente, ho scritto quella canzone per lei dopo aver visto come mio fratello è stato trattato nella sezione segreta del campo militare di Fort Dix... Comunque quella non fu la prima canzone che le ho scritto.... Nel 1933 scrissi e registrai una canzone intitolata "Low Cotton," sulla situazione dei raccoglitori di cotone negri nel Sud e nei testi ho fatto appello direttamente a lei per aiutare la loro situazione ". Il presidente, interessato e impressionato dal candore della sua risposta, chiese quindi a White di cantargli di nuovo quelle canzoni. Si sviluppò un'amicizia e ne seguirono altre cinque grandi esibizioni, oltre a due presenze agli insediamenti presidenziali del 1941 e del 1945; la famiglia White avrebbe passato molte feste del Ringraziamento e di Natale con i Roosevelt nella loro villa di Springwood a New York ad Hyde Park. Il presidente mandò White a tenere concerti all'estero come un "ambasciatore di buona volontà" e fu spesso indicato nella stampa come il "Menestrello presidenziale".
Ancora più importante, furono le canzoni di protesta sociale di White, come "Uncle Sam Says"ascolta e "Defense Factory Blues",ascolta che indussero il Presidente a iniziare ad esplorare come effettuare la desegregazione delle Forze Armate degli Stati Uniti. Nel frattempo le registrazioni di White di "Beloved Comrade" (la canzone preferita del Presidente), "Freedom Road", "Free and Equal Blues" e "House I Live In (che cos'è l'America per me"), furono grandi canzoni di ispirazione per i Roosevelt e il paese durante la seconda guerra mondiale. Dopo la morte del presidente, il fratello minore di White, William White, divenne assistente personale di Eleanor Roosevelt, manager della casa e autista per il resto della sua vita.
Nel 1949 la Fisk University onorò White con un dottorato onorario e la locale serie radio di Chicago NBC Destination Freedom, scritta da Richard Durham, mandò in onda una biografia drammatizzata di mezz'ora della vita di White intitolata "Help the Blind". Nel 1950 Eleanor Roosevelt (all'epoca ambasciatrice delle Nazioni Unite incaricata del soccorso bellico) e White fecero un tour storico di conferenze e concerti nelle capitali europee per sollevare gli spiriti di quei paesi dilaniati dalla guerra. Il tour fu costruito in proporzioni tali che quando arrivarono a Stoccolma, la presentazione dovette essere spostata dall'Opera Reale Svedese allo stadio di calcio della città, dove 50.000 persone uscirono sotto la pioggia battente per sentire la signora Roosevelt parlare e White esibirsi. Durante questo tour il pubblico di tutta Europa chiese con entusiasmo a White di cantare la sua famosa registrazione antilinciaggio Strange Fruit, ma in ogni occasione rispose: "Mia madre mi ha sempre detto che quando hai problemi nel tuo passato non passi quei problemi al tuo vicino.... Quindi, questa è una canzone che canterò a casa fino a quando non dovrò mai cantarla di nuovo, ma per voi vorrei ora cantare la sua canzone sorella, scritta dallo stesso uomo (The House I Live In)".

## Cinema e teatro
Come attore White recitò molte altre volte a Broadway alla fine degli anni quaranta. Nel 1947 apparve in Dreams of the Money Can Buy, dell'artista tedesco e regista di avanguardia Hans Richter, con Libby Holman e la partecipazione di Max Ernst, Marcel Duchamp, Alexander Calder, Darius Milhaud e Fernand Léger. Vinse un premio al Festival del cinema di Venezia di quell'anno. Apparve anche nel film western di John Sturges del 1949 The Walking Hills con Randolph Scott, Ella Raines, Edgar Buchanan e Arthur Kennedy, in cui il suo personaggio, un musicista itinerante, non era uno stereotipo ma su un piano di parità con i personaggi bianchi. Era ancora giovane e molto bello ed era difficile non speculare su quello che avrebbe potuto essere se la lista nera non avesse posto fine alla sua nascente carriera cinematografica.

## Anni cinquanta: White e la lista nera
White aveva raggiunto l'apice della sua carriera quando era in tournée con Eleanor Roosevelt in un tour di Goodwill celebrato e trionfante in Europa. Era stato ospitato dai primi ministri e dalle famiglie reali del continente e si era appena esibito davanti a 50.000 fan acclamanti allo stadio di calcio di Stoccolma. In questo tour, a Parigi nel giugno 1950, White ricevette una chiamata da Mary Chase, il suo manager a New York, dicendogli che Red Channels (che aveva inviato newsletter ai media dal 1947 su White e altri artisti avvertendo che erano sovversivi) aveva appena pubblicato e distribuito una spessa rivista con dettagli sovversivi riguardanti 151 artisti delle industrie dell'intrattenimento e dei media che etichettavano come simpatizzanti comunisti. Il nome di White spiccava in questa lista. Non c'era mai stata una lista nera ufficiale, fino ad ora. White andò immediatamente a discutere la situazione con la signora Roosevelt, per chiederle consiglio e aiuto. Con grande empatia, lei gli disse che la propria voce in sua difesa avrebbe ostacolato i suoi sforzi per cancellare i sospetti su di lui. Spiegò che se non fosse stata la vedova del presidente, l'avrebbero anche crocifissa. Continuò dicendo che la stampa di destra l'aveva definita "sinistroide", citando il suo attivismo sociale e le amicizie con i non bianchi. Quella notte White chiamò il suo manager e la avvisò che sarebbe tornato in America il giorno dopo, in modo da poter ripulire il suo nome. Arrivato all'aeroporto di Idlewild di New York, l'FBI lo incontrò, lo portò in una stanza della dogana, lo interrogò e lo trattenne per ore mentre attendeva un ordine da Washington che White, nato negli Stati Uniti, fosse deportato verso l'Europa.
Per un decennio White era stato la voce principale dell'America nera e una voce che ricordava agli americani le ingiustizie sociali, diventando anche una delle principali star del pop e un sex symbol dalla sua base presso il Cafe Society. Tuttavia quando il fratello e avvocato di Barney Josephson, Leon, che era anche un avvocato per la difesa internazionale del lavoro creata dai comunisti, fu portato davanti alla Commissione per le attività non americane della Camera (HUAC) nel 1947 e rifiutò di testimoniare, fu mandato in prigione. La pubblicità dei media di destra era incentrata sul Cafè Society come focolaio di comunisti. Entro dicembre di quell'anno, il club del fulcro originario dovette chiudere e nel 1949 il club dei quartieri alti fu costretto a chiudere i battenti. Praticamente ogni artista che lavorava regolarmente nel club aveva contribuito a benefici a sinistra ed era sospettato di essere un simpatizzante comunista.
White non era un comunista e non era attivo in nessun partito politico. Tuttavia quando gli fu detto che i diritti umani della gente erano minacciati e chiese di partecipare ad un'azione benefica od a una manifestazione, era sempre disposto a prestare la sua voce alla causa. Che fosse la situazione degli afroamericani del sud o degli oppressi in Jugoslavia, per lui era lo stesso. Dal suo ritorno dall'Europa nel giugno 1950, White era stato interrogato ogni settimana e c'era la minaccia che la sua carriera sarebbe finita e che avrebbe perso la sua famiglia. Contro tutto ciò, con il fervido desiderio di difendere la sua reputazione e sfidare i suoi accusatori e la lista nera (mentre era sotto l'intensa pressione del suo manager e della sua famiglia), White disse all'FBI che sarebbe andato a Washington, per apparire davanti all'HUAC e mettere le cose in chiaro.
Con l'aiuto di sua figlia Bunny White iniziò a scrivere una lunga lettera sulla sua vita e le sue convinzioni che aveva intenzione di leggere come una dichiarazione alla sua apparizione all'HUAC. Prima di andare a Washington fece dei viaggi per visitare due amici fidati e chiedere loro di leggere la sua dichiarazione: Eleanor Roosevelt e Paul Robeson. Bunny lo accompagnò nel suo viaggio fino ad Hyde Park per visitare la signora Roosevelt. Ricordò la visita in un'intervista al Josh White Estate Archival, Douglas Yeager: "La signora Roosevelt disse a papà che aveva scritto una buona lettera, ma lo avvertì di non andare a Washington, spiegando che la commissione HUAC avrebbe rivoltato la sua testimonianza contro di lui se fosse apparso e non erano soddisfatti della sua dichiarazione". Pochi giorni dopo White si recò da solo a casa di Paul Robeson, nel Connecticut.
Paul Robeson, ex giocatore di football americano, era un avvocato afroamericano formato alla Columbia University, parlava fluentemente in 12 lingue, visse gran parte degli anni 1920 e 1930 a Londra ed era attivo nei diritti umani mondiali e nel movimento per decolonizzare l'Africa. Tuttavia fu meglio conosciuto come una star internazionale di registrazioni e film, il più celebre Otello in teatro della storia e il più pagato concertista al mondo. Fu anche l'artista-attivista più rispettato e ammirato in tutto il mondo, con amicizie che includevano i leader di molti paesi tra cui l'Unione Sovietica, dove Robeson era considerato un gigante culturale e sociale e una figura iconica. Per i progressisti sociali in America, era la voce più rispettata e importante della verità e della giustizia sociale nel mondo. Nel 1939, all'inizio della seconda guerra mondiale in Europa, Paul Robeson e la sua famiglia tornarono in America efissarono la loro residenza nel Connecticut. Robeson è fu per molti anni amico e collaboratore artistico di White e fu il padrino della figlia di White, Beverly. Non erano sempre d'accordo su tutto politicamente, tuttavia White nutriva un grande rispetto per Robeson. Anni dopo, in una intervista radiofonica, White dichiarò che Robeson non aveva mai parlato con lui del partito comunista e in effetti consigliava a White di non farsi coinvolgere troppo da nessun partito politico. Robeson sostenne lo sforzo bellico americano e veniva considerato un campione patriottico della libertà e dell'indipendenza dopo la sua esibizione al concerto radiofonico nazionale e il successivo album discografico Ballad for Americans. Tuttavia, quando i soldati neri americani che tornavano dalla guerra dovevano ancora combattere con la segregazione sanzionata dal governo, il razzismo e persino il linciaggio, divenne evidente che Robeson era molto deluso dal governo americano. Negli anni del dopoguerra la sua struttura di credenze socialiste sembrava meglio allineata all'Unione Sovietica, che era stata l'alleata dell'America nella guerra, ma nel 1947 era diventata il loro acerrimo nemico. Nel 1949 i media e la stampa americani riportarono un discorso che Robeson aveva fatto a [Parigi], sostenendo che avrebbe detto che se una guerra avesse mai avuto luogo tra l'Unione Sovietica e l'America i neri americani non avrebbero combattuto nell'esercito americano (la versione dei media e della stampa degli Stati Uniti del discorso furono giudicati inaccurati e tendenziosi).
Prima di andare a Washington White sentì di dover incontrare Robeson, chiedergli di leggere la sua dichiarazione e dirgli della decisione di andare a Washington. Un paragrafo della lunga lettera biografica riferiva a Robeson: "Ho una grande ammirazione per il signor Robeson come attore e un grande cantante e se quello che leggo sui giornali è vero, mi rattrista per l'aiuto che sta dando a persone che disprezzano l'America. Ha diritto alle proprie opinioni, ma quando lui, o qualcuno, pretende di parlare per un'intera razza, si sta ingannando, affermando che i neri non avrebbero combattuto per il loro paese, contro la Russia sovietica o altro nemico, è sia sbagliato che offensivo: perché sono pronto a combattere il russo o qualsiasi nemico dell'America". Nella biografia Robeson: Lives of the Left, Martin Duberman scrisse a proposito dell'incontro. Apparentemente White e Robeson salirono nel bagno della camera da letto principale di Robeson, aprirono tutti i rubinetti in modo che i dispositivi di ascolto dell'FBI non potessero sentire la loro conversazione e iniziarono a discutere della dichiarazione di White e della sua imminente apparizione davanti all'HUAC. Robeson lesse la dichiarazione preparata e disse a White che personalmente sentiva che sarebbe stata la HUAC. Continuò a non apparire mai davanti al Comitato, ma questa era una decisione che White avrebbe dovuto prendere da solo. Secondo quanto riferito, White gli disse dolorosamente: "Mi sento messo male Paul, ma mi hanno preso in una morsa... devo andare." White fu chiamato negli uffici dell'FBI dozzine di volte tra il 1947 e il 1954, ma nessuno è assolutamente sicuro in quale morsa particolare l'abbiano stretto, oltre a minacciare di distruggere la sua carriera e la sua famiglia, come molte delle pagine trovate nei suoi file dell'FBI (tramite il Freedom of Information Act) sono ancora oscurate dal governo. È credenza di White Jr. e di molti altri, tuttavia, che l'FBI, scontenta dell'abilità di White con le donne bianche, usò questo contro di lui (come avevano fatto con Jack Johnson anni prima), minacciandolo di imprigionarlo e dicendo che avrebbero inventato un'accusa per aver violato l'Atto di Mann "per aver trasportato donne attraverso le linee statali a scopi immorali".
Il 1º settembre 1950 White, apparendo con solo sua moglie Carol al suo fianco, si sedette davanti all'HUAC a Washington DC, riguardo all'influenza del comunismo nell'industria dell'intrattenimento e nella comunità afro-americana. Non diede ai membri del comitato HUAC i nomi dei membri del Partito Comunista. Alla fine raccontò loro della sua storia di vita da bambino, quando vedeva suo padre picchiato e trascinato per le strade di Greenville dalle autorità bianche e dover lasciare la sua casa all'età di sette anni per guidare i cantanti di strada in tutta l'America per dar da mangiare ai suoi famigliari. Difese il suo diritto e la sua responsabilità di folksinger per portare l'ingiustizia sociale all'attenzione del pubblico attraverso le sue canzoni e poi lesse appassionatamente i testi agghiaccianti di una delle sue più famose registrazioni, la canzone anti-linciaggio "Strange Fruit" (scritta da Abel Meeropol) che fu poi inserita nel Registro del Congresso. Citò anche le sue parole su Paul Robeson riguardo alla presunta dichiarazione che Robeson aveva fatto a Parigi.
In seguito White avrebbe difeso la sua testimonianza come una "testimonianza amichevole" (un termine applicato a coloro che apparivano volontariamente davanti all'HUAC) sostenendo che aveva il diritto di difendere il suo nome contro accuse ingiuste, che la portata della sua testimonianza era limitata, che lui non aveva dichiarato nulla che non fosse già noto, che non aveva mai dato all'FBI o all'HUAC i nomi dei membri del Partito Comunista e che era sinceramente contrario al comunismo. Tuttavia testimoniare davanti al comitato e parlare contro Paul Robeson fece infuriare la sua ampia base di ammiratori socialmente progressisti, che credeva che testimoniare davanti al Comitato HUAC riconoscesse il loro diritto ad esistere. Non avendo il privilegio di conoscere i dettagli dei suoi interrogatori dell'FBI, molti di questo gruppo sospettavano anche che avesse dato i nomi all'FBI dei membri del Partito Comunista, cosa che lui non aveva fatto. Il fatto che la futura carriera e reputazione della leggenda del baseball Jackie Robinson non fosse stata ostacolata quando apparve davanti al Comitato HUAC un anno prima, mentre esprimeva praticamente le stesse parole di White riguardo alla presunta dichiarazione di Robeson in Spagna, non sembrava importare ai detrattori di White. La base degli ammiratori di Robinson non proveniva dalla sinistra politica come quella di White. L'apparizione all'HUAC di White influenzò molto la sua reputazione postuma in America, facendolo diventare l'unico artista dell'epoca ad essere inserito nella lista nera sia di destra che di sinistra. Sentì delle immense pressioni da parte di diversi lati per essere apparso davanti al Comitato HUAC e, basandosi sulle sue dure esperienze della prima infanzia apprese nelle leggi Jim Crow South, fu chiaro che White riteneva che la sua unica opzione per proteggere le vite della sua famiglia e della sua carriera e sopravvivere, doveva figurativamente "scavalcare il recinto", recarsi a Washington, denunciare il Partito Comunista, ma non nominare alcun nome dei membri del Partito Comunista. Alla fine la signora Roosevelt ebbe un'accorta comprensione del clima politico a Washington e in America quando avvertì White che il governo avrebbe rivoltato la sua testimonianza contro di lui. In effetti avvenne proprio così e la lista nera di White non sarebbe stata revocata per anni.
Con il rapido esaurimento del lavoro in America, White si trasferì a Londra per gran parte del periodo dal 1950 al 1955, dove presentò il suo programma radiofonico della BBC, My Guitar Is Old di Father Time, riprese la sua carriera discografica, con nuovi successi, come "On Top of Old Smokey", "Lonesome Road", "I Want You and Need You", "Wanderings", "Molly Malone" e "I'm Going to Move to the Outskirts of Town" e diede concerti in tutta Europa e oltre. Tuttavia negli Stati Uniti, il suo paese natale, l'isteria anticomunista di McCarthy aveva smembrato enormemente la carriera di White già nel 1947, quando perse il contratto discografico e il suo programma radiofonico nazionale e fu bandito dall'apparire su altri spettacoli radiofonici. La sua lista nera ad Hollywood iniziò nel 1948, dopo aver completato il suo ultimo ruolo cinematografico in The Walking Hills e non gli sarebbe stato permesso di apparire alla televisione americana dal 1948 al 1963. Nel frattempo i progressisti socialisti politicamente di sinistra degli anni quaranta sopravvissuti alla Paura rossa, avevano iniziato a rianimare l'industria della musica popolare in America. Avrebbero tenuto lontano White dai loro festival folk, dalle loro riviste folk, dalle loro case discografiche emergenti, dai loro media e dalla stampa per la maggior parte degli ultimi anni della sua vita. Tuttavia, nel 1955, il giovane e coraggioso proprietario di una nuova casa discografica americana, Jac Holzman, che non aveva paura della pressione politica di destra o di sinistra, offrì a White l'opportunità di registrare di nuovo nel suo paese d'origine. Poteva offrirgli solo $100, ma gli promise il controllo artistico e la migliore attrezzatura di registrazione disponibile. Registrarono l'album Josh White: 25th Anniversary, che affermò la Elektra Records e lentamente iniziò a rianimare la carriera di White trovando un giovane, nuovo pubblico che gli permise di lavorare di nuovo in America.
Di conseguenza il suo nome e la sua reputazione in America iniziarono a riprendersi solo negli ultimi anni.
La lista nera di White nell'industria televisiva in America fu infine interrotta nel 1963, quando il presidente John F. Kennedy lo invitò a comparire nello speciale nazionale per i diritti civili della CBS Television "Dinner with the President". Kennedy gli raccontò come i suoi dischi lo avevano ispirato quando era studente universitario nell'era di Roosevelt.

## Ultimi anni

### 1955-1969
Dalla metà degli anni cinquanta fino alla sua morte nel 1969 per cardiopatia a Manhasset, New York, White si esibì principalmente in sale da concerto, nightclub e luoghi di musica folk e festival in tutto il mondo al di fuori dell'America.
Tuttavia nel 1955 il coraggioso giovane proprietario di una nuova casa discografica americana, Jac Holzman, che non aveva paura delle pressioni politiche di destra o di sinistra, offrì a White l'opportunità di registrare di nuovo nel suo paese d'origine. Poteva offrirgli solo $100, ma gli promise il controllo artistico e la migliore attrezzatura di registrazione disponibile. Registrarono l'album Josh White: 25º Anniversario, che ha affermò la Elektra Records e lentamente iniziò a rianimare la carriera di White trovando un giovane, nuovo pubblico che gli permise di lavorare di nuovo in America. Di conseguenza il suo nome e la sua reputazione in America iniziarono a riprendersi solo negli ultimi anni.
Allo stesso tempo il chitarrista e imprenditore britannico Ivor Mairants lavorò con White per creare il Josh White Guitar Method (Boosey & Hawkes) nel 1956. Questo fu il primo libro di istruzioni sulla chitarra blues mai pubblicato e fu un libro importante per il nascente blues del Regno Unito e lo spettacolo popolare. Il chitarrista britannico John Renbourn e il chitarrista americano Stefan Grossman (che all'epoca viveva nel Regno Unito) lo citarono come un'influenza critica sul loro modo di suonare e nel 1961 recitò in The Josh White Show per la Granada Television (titolare in franchising per la rete ITV commerciale) nel Regno Unito.
La lista nera di White nell'industria televisiva americana fu finalmente interrotta nel 1963, quando il presidente John F. Kennedy lo invitò a comparire nello speciale per i diritti civili della televisione nazionale della CBS "Dinner with the President". Kennedy gli raccontò come i suoi dischi lo avevano ispirato quando era studente universitario nell'era di Roosevelt. Più tardi, quell'anno, fu visto di nuovo sulla televisione nazionale esibirsi per le masse sui gradini del Lincoln Memorial nella storica Marcia su Washington.
Nel 1964 White diede una serata di gala per Lester Pearson, il primo ministro del Canada e nel gennaio 1965 si esibì all'insediamento del presidente Lyndon Baines Johnson. Nei suoi ultimi anni avrebbe fatto apparizioni televisive americane al Merv Griffin Show, su Playboy's Penthouse e Hootenanny di Hugh Hefner, tra gli altri. Nel frattempo recitò in due speciali per il concerto nazionale della televisione svedese nel 1962 e nel 1967; recitò nello speciale della ITV Network Heart Song: Josh White del 1965 nel Regno Unito (con gli artisti ospiti Julie Felix e Alexis Korner); fu guest star nel programma canadese della CBC-TV Let's Sing Out with Oscar Brand nel 1967 e fece la sua apparizione televisiva finale nel maggio 1969 nel varietà spettacolo della CBC-TV One More Time.

### Chitarre firmate
Il successo del libro The Josh White Guitar Method spinse Mairants a commissionare una chitarra Zenith firmata "Josh White" basata sulla Martin 0021 di White del produttore di chitarre tedesco Oscar Teller. Il chitarrista scozzese Bert Jansch possedeva uno di questi modelli nei suoi primi anni come musicista. Nell'ultima pagina del libro di Josh White Guitar Method (stampato nel 1956) c'è una foto di questa chitarra firmata Zenith Josh White e alcune informazioni al riguardo.
La Guild Guitar Company negli Stati Uniti lavorò con White su un modello di firma nel 1965.
Questo fatto fu confermato in un programma televisivo, The History Detectives, di Mark Dronge, il cui padre, Al, era stato uno dei fondatori di Guild Chitarre. Dronge portò White alla fabbrica della Guild nel 1965. Una chitarra realizzata secondo le specifiche di White era destinata a diventare una firma per la chitarra di White, ma non fu mai prodotta in serie. Dronge spiegò che "La scena stava cominciando a cambiare, i Beatles erano così influenti ed erano venute fuori tutte queste band e la musica elettrica stava diventando più grande ed i piani per il modello di Josh White sono semplicemente andati fuori strada, sfortunatamente".

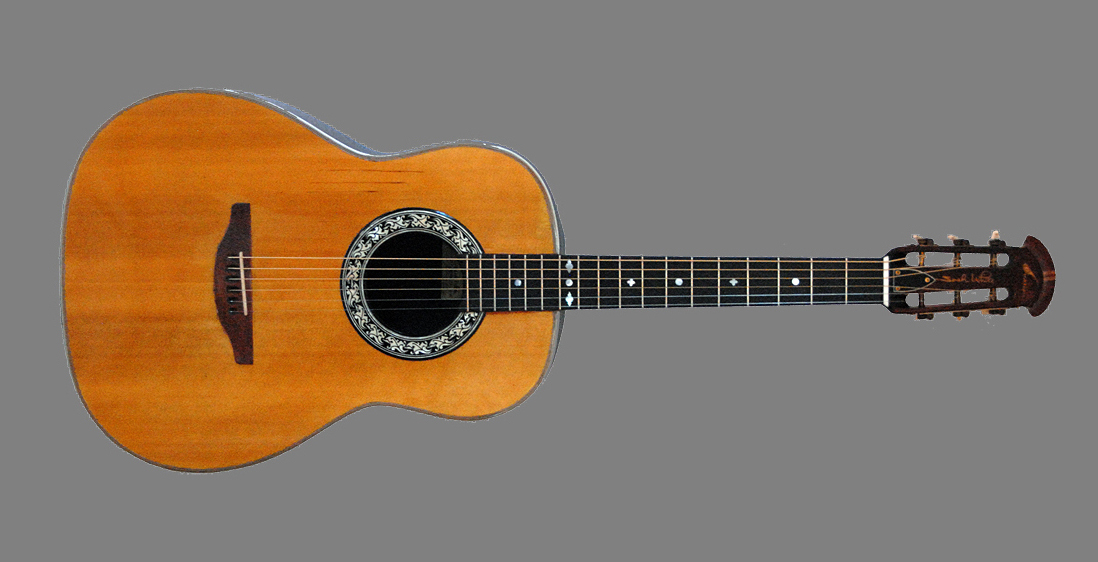
La chitarra Ovation custom-made di White, 1965–66

Carol White raccontò vividamente al biografo archivistico di White, Douglas Yeager, che nel 1963 e nel 1964 gli ingegneri di una nuova compagnia di chitarre in sviluppo trascorsero diversi mesi con i loro documenti e disegni sul tavolo della sua sala da pranzo, mentre White e gli ingegneri progettarono la prima chitarra col corpo rotondeggiante. Al completamento, la prima chitarra della Ovation fu chiamata Josh White Model.
Secondo l'"Ovation Original Program" White ha suonato la chitarra Josh White Model Ovation presso l'Hotel America, a Hartford, nel Connecticut, il 14 novembre 1966.
Nel 1965-1967 la Ovation Guitar Company realizzò una chitarra per White, che fu la prima realizzata per un afroamericano. White è stato il primo endorser ufficiale della Ovation.
Un articolo sulla rivista Music Trades del dicembre 1966 affermò che:
"All'inizio di quest'anno, l'attuale doppia forma parabolica è stata perfezionata dopo lunghe consultazioni con chitarristi professionisti incluso il cantante folk pioniere, Josh White."
"L'Ovation Instruments ha presentato la sua nuova linea di chitarre acustiche ad un ricevimento e una cena tenutasi il mese scorso presso l'Hotel America, Hartford, Conn. In un programma che ha visto le dimostrazioni di White, uno delle cantanti folk più famosi d'America e i Balladeers, un nuovo, giovane, gruppo di cantanti e le osservazioni di Charles Kaman, presidente di Kaman Aircraft Corporation, società madre della Ovation Instruments e Jim D. Gurley, program manager della Ovation Instruments, le caratteristiche dei modelli di chitarra Ovation sono state presentate a 300 rappresentanti della stampa e dell'industria musicale.
"Josh White, suonando il modello "Josh White" della Ovation - dichiarata come la prima chitarra che il famoso cantante folk avesse mai approvato - ha tenuto la gente incantata. Il suo spettacolo di trenta minuti ha portato alla luce ogni sfumatura della capacità unica dello strumento di rendere chiare le note basse e profonde e risonanti dei bassi. Concludendo lo spettacolo con un gruppo familiare con le sue due figlie, il signor White ha fatto venire giù la sala. È stata una delle rare occasioni in cui lui e i suoi figli, nonostante tutti professionisti, hanno suonato insieme come gruppo."

### Problemi alle unghie
White ebbe un'influenza concreta sulla Ovation. White era solito andare nella fabbrica. Le sue unghie erano fragili e inclini a spezzarsi, una condizione che peggiorò man mano che invecchiava. Il caposquadra di montaggio della Ovation, Al Glemboski, realizzò un calco delle dita di White, da cui realizzò una serie di unghie in fibra di vetro. A White furono incollate queste unghie finte con una colla industriale, la Eastman 910, che in seguito sarebbe stato commercializzata come Super Glue. Tornava in fabbrica ogni due mesi per una nuova serie di unghie.

## Morte
Nel 1961 la salute di White iniziò un forte declino dopo che ebbe il primo dei tre infarti miocardici acuti e la progressiva malattia cardiaca che lo avrebbe tormentato negli ultimi otto anni. Come fumatore per tutta la vita aveva anche un enfisema progressivo, oltre alle ulcere e una grave psoriasi nelle mani e ipocalcemia, che faceva staccare la pelle dalle dita e lasciava le unghie rotte e sanguinanti dopo ogni concerto. Durante gli ultimi due anni della sua vita, quando il suo cuore si era indebolito drammaticamente, sua moglie lo ricoverò in ospedale per quattro settimane dopo aver completato ogni una tournée di due settimane di concerti. Alla fine i suoi dottori sentirono che la sua unica possibilità di sopravvivenza consisteva nel tentare una nuova procedura per sostituire le valvole cardiache. L'intervento fallì.
White morì sul tavolo operatorio il 5 settembre 1969 all'ospedale North Shore di Manhasset, New York.
Harry Belafonte, dopo aver appreso della morte di White, disse in un'intervista all'Associated Press: "Non posso dirvi quanto sono triste, ho trascorso molte, molte ore con lui negli anni del mio primo sviluppo. Ha avuto una profonda influenza sul mio stile. Nel momento in cui sono arrivato, era l'unico cantante popolare di musica folk nera e attraverso la sua abilità artistica ha esposto l'America a una ricchezza di materiale sulla vita e le condizioni delle persone di colore che non erano state cantate da nessun altro artista."

## Eredità
White fu in molti sensi un pioniere: popolare country bluesman nei primi anni trenta, responsabile dell'iniziazione di un pubblico di massa bianco al folk-blues negli anni quaranta e il primo chitarrista nero a recitare nei film di Hollywood e a Broadway. Da una parte era famoso per le sue canzoni per i diritti civili, che resero un favorito dei Roosevelt e dall'altra parte era conosciuto per il suo personaggio sexy da palcoscenico (una prima volta per un artista di sesso maschile nero).
Fu il primo cantante nero a dare uno spettacolo di gala alla Casa Bianca (1941), a esibirsi in hotel precedentemente segregati (1942), ad ottenere un disco da milioni di copie ("One Meatball", 1944) e il primo a fare una tournée di concerti assolo in America (1945). Fu anche il primo artista folk e blues ad esibirsi in un locale notturno, il primo a fare tournée internazionali e (insieme a Lead Belly e Woody Guthrie) il primo ad essere onorato con un francobollo americano.
White e Libby Holman diventarono i primi artisti maschili e femminili di razza mista a esibirsi insieme, registrare insieme e fare tournée insieme in sedi precedentemente segregate negli Stati Uniti. Continuarono ad esibirsi ancora e ancora per i successivi sei anni, facendo un album e un film insieme.
White è stato visto come un'influenza su centinaia di artisti di diversi stili musicali, tra cui: Pete Seeger, Lee Hays, Oscar Brand, Ed McCurdy, Lonnie Donegan, Alexis Korner, Cy Coleman, Elvis Presley, Merle Travis, Joel Grey, Bob Gibson, Dave Van Ronk, Phish, Clancy Brothers e Tommy Makem, Shel Silverstein, John Fahey, Bob Dylan, Peter, Paul and Mary, Judy Collins, Roger McGuinn, David Crosby, Mike Bloomfield, Danny Kalb, Ry Cooder, John Fogerty, Don McLean, Robert Plant and Eva Cassidy; oltre a quegli artisti afroamericani, come Blind Boy Fuller, Robert Johnson, Brownie McGhee, Lena Horne, Nat King Cole, Pearl Primus, Josephine Premice, Eartha Kitt, Harry Belafonte, Odetta, Ray Charles, Josh White, Jr., Jackie Washington, i Chambers Brothers e Richie Havens, che sulle orme di White furono anche in grado di superare considerevoli barriere che in passato avevano ostacolato gli artisti afroamericani.

## Tributi di canzoni e poesie
- Il cantante folk Bob Gibson e il suo compagno di scrittura, Shel Silverstein, hanno scritto e registrato la canzone "Heavenly Choir" nel 1979, un tributo a tre dei loro artisti più amati, White, Hank Williams e Janis Joplin. Il primo verso parla di White.[29]
- Peter Yarrow, di Peter, Paul & Mary e un protetto di White, lo hanno elogiato nella canzone "Goodbye Josh", inclusa nel suo primo album da solista, Peter.[29]
- Jack Williams ha scritto e registrato "A Natural Man", un tributo a White, nel suo album Walkin' Dreams nel 2002.[30]
- La poetessa e storica Leatrice Emeruwa pubblicò il poema "Josh White Is Dead" nel 1970.[31]

## Vita privata
Nel 1933 White sposò Carol Carr, una cantante gospel di New York. Hanno cresciuto Blondell (Bunny), Julianne (Beverly), Josh Jr., Carolyn (Fern), Judy e una figlia adottiva, Delores, nella loro casa nella sezione di Sugar Hill di Harlem, New York. Il fratello minore di White, Billy (che si era trasferito da Greenville) e la madre di Carol vivevano con loro nella casa di White. Suo padre morì in un ospedale psichiatrico della Carolina del Sud nel 1930, il risultato di pestaggi per mano dei deputati di Greenville un decennio prima. Sua madre, Daisy Elizabeth, una donna severa e religiosa, rimase nella sua città natale di Greenville e visse fino ad ottant'anni. Veniva a visitare White a New York più volte l'anno e lui ha viaggiato per vederla nella Carolina del Sud, ma lei non ha permesso le sue registrazioni non religiose nella sua casa. Fatta eccezione per le sue esibizioni d'infanzia nella sua chiesa di Greenville negli anni '20, non vide mai più suo figlio esibirsi, rifiutandosi di frequentare concerti dove cantava canzoni non sacre. Suo fratello Billy e (futuro leader dei diritti civili) Bayard Rustin, Sam Gary e Carrington Lewis si esibirono e registrarono con White col nome di Josh White e His Carolinians (dal 1939 al 1940) e apparvero con lui nel musical di Broadway John Henry. Dopo la seconda guerra mondiale Billy divenne il maggiordomo e l'autista di Eleanor Roosevelt per il resto della sua vita.
All'inizio degli anni quaranta, quando la nonna guardava i bambini, Carol si univa ai White per cantare, esibirsi e registrare con il gruppo collaborativo folk, gli Almanac Singers. Tra la fine degli anni cinquanta e l'inizio degli anni sessanta, Carol fu ospite del talk show televisivo di Eleanor Roosevelt e nel 1982 fu relatrice al centenario della nascita di Franklin D. Roosevelt a Washington, mentre suo figlio Josh White, Jr., eseguì un programma musicale di canzoni che suo padre aveva presentato durante una delle sue esibizioni richieste dalla Casa Bianca. Josh White, Jr., cantautore, chitarrista, attore, educatore e attivista sociale di successo negli ultimi 60 anni, suonò e registrò con suo padre come duetto dal 1944 al 1961 e si è esibito con lui in due spettacoli di Broadway (Josh White, Jr., ha vinto un Tony Award del 1949 per la commedia How Long Till Summer). In varie occasioni negli anni cinquanta e sessanta, le figlie di White, Beverly, Fern e Judy si esibirono, registrarono e apparvero in radio e in televisione con lui. Nel 1964, quando la nuova legislazione anti-segregazionista rese più facile agli afroamericani acquistare immobili in quartieri precedentemente completamente bianchi, White e sua moglie acquistarono una casa bifamiliare nella sezione di Rosendale, nel Queens di New York. Sua figlia Beverly e la sua famiglia vivevano al piano di sopra e White e sua moglie vivevano al piano di sotto. White ha vissuto in questa casa semi-suburbana per il resto della sua vita. Carol White ha continuato a vivere lì e ha lavorato fino all'età di 80 anni, prima come manager di un direttore di boutique di abbigliamento e poi come assistente sociale per persone in case di cura, fino alla sua morte improvvisa nel 1998. Una settimana prima del suo fatale attacco cardiaco, ricevette la conferma finale che il servizio postale degli Stati Uniti avrebbe onorato White nel 1998 con un francobollo. Quando mostrò una fotografia del francobollo al direttore della proprietà di White, Douglas Yeager, espresse gioia, gratitudine e una soddisfazione a lungo attesa che dopo tutti quegli anni dolorosi di isolamento sociale nell'era di McCarthy, White avesse ricevuto questo riconoscimento. Sentì che poteva finalmente andare in pace.

## Onorificenze postume
- Nel 1983 Josh White Jr. recitò nel lungometraggio teatrale musicale biografico sulla vita di suo padre Josh, con recensioni entusiastiche: The Man & His Music, scritto e diretto dal veterano di Broadway Peter Link, presentato in anteprima al Teatro pubblico del Michigan a Lansing. Successivamente lo stato del Michigan proclamò formalmente il 20 aprile 1983 il "Josh White e Josh White Jr. Day".
- Nel 1984, quando gli chiesero perché le registrazioni di suo padre fossero così difficili da trovare, Josh White Jr. disse, "Normalmente, quando una persona della statura del mio vecchio muore, viene scaricata una marea di ri-rilasci e pacchetti del meglio sul mercato, ma quando è morto [...] c'era un solo album commemorativo che Elektra aveva pubblicato e, dopo, non c'era niente, per questo nei miei spettacoli non ometto mai una sezione dedicata alle canzoni di mio padre, le sue interpretazioni delle canzoni di altre persone e del suo stile di suonare la chitarra."
- Nel 1987 l'album tributo di Josh White Jr. alla musica di suo padre, Jazz, Ballads and Blues (Rykodisc, prodotto da Douglas Yeager), ricevette una nomination ai Grammy.
- Nel 1996 Josh White Jr. pubblicò un secondo album tributo ben accolto alla musica di suo padre, intitolato House of the Rising Son (Silverwolf, prodotto da Josh White Jr., Douglas Yeager e Peter Link).
- Il 26 giugno 1998 il servizio postale degli Stati Uniti ha emesso un francobollo da 32 centesimi in onore di White, che ha presentato sul National Mall, a Washington, seguito da un concerto tributo di Josh White Jr delle sue canzoni. Nello stesso anno, Smithsonian Folkways pubblicò un album dei lavori di White, intitolato Free and Equal Blues, il suo unico album solista pubblicato sull'etichetta (sebbene sia stato protagonista di numerosi lavori di raccolte sia prima che dopo).[33]
- Dal 2002 al 2006 la leggendaria dello show americano Glory Bound, che interpretò Odetta, Ramblin' Jack Elliott, Oscar Brand e Josh White Jr., andarono in tournée in America, per un saluto ai primi tre artisti folk e blues da onorare con Francobolli degli Stati Uniti, Josh White, Lead Belly e Woody Guthrie.
- Il 27 febbraio 2010 un grande busto di 36 pollici di White fu presentato alla LeQuire Gallery di Nashville, nel Tennessee. Fa parte di una mostra dello scultore Alan LeQuire intitolata "Cultural Heroes", che visiterà i musei in tutta l'America nell'autunno del 2010. Gli altri eroi culturali della mostra, i cui busti sono onorati al fianco di White, sono stati Bessie Smith, Paul Robeson, Marian Anderson, Lead Belly, Woody Guthrie e Billie Holiday.
- Il 20 agosto 2016 è stato dichiarato "Josh White Day" dalla città natale di Whiteville, in Carolina del Sud. Greenville sta anche pianificando di collocare una scultura in bronzo per onorare White in centro nel 2018.[34][35]

## Filmografia
- 1945: The Crimson Canary. Diretto da John Hoffman.[36]
- 1947: Dreams That Money Can Buy. Diretto da Hans Richter.
- 1949: The Walking Hills. Diretto da John Sturges.[37]
- 1998: The Guitar of Josh White. Homespun Videos. (Un video didattico con Josh White, Jr. che mostra le tecniche pionieristiche della chitarra di suo padre.)
- 2000: Josh White: Free and Equal Blues, Rare Performances. DVD. Vestapol.[38]
- 2010: Hugh Hefner: Playboy, Activist and Rebel. Scritto e diretto da Brigitte Berman[39]

### Altri film contenenti registrazioni di White
- 1994: Earl Robinson: Ballad of an American. Diretto da Bette Jean Bullett.[40]
- 2001:Jazz, Episode Seven: "Dedicated to Chaos". Directed by Ken Burns
- 2003: Strange Fruit. Diretto da Joel Katz.[41]
- 2006: Red Tailed Angels: The Story of the Tuskegee Airmen. Diretto da Pare Lorentz.
- 2006: Negroes with Guns: Rob Williams and Black Power. Diretto da Sandra Dickson e Churchill Roberts.[42]
- 2009: History Detectives. Episodio: "Alla ricerca della chitarra di Josh White".
- 2009: American Folk. Parte 3, di una serie di tre parti della BBC4.
- 2010: Our World War II Fathers. Diretto da Les Easter.